# NSU Motorenwerke AG
Pour les articles homonymes, voir NSU.
NSU Motorenwerke AG est une entreprise allemande fondée en 1873 et spécialisée dans la fabrication de motocyclettes et d'automobiles.

## Création
La firme Neckarsulm Strickmaschinen Union a débuté comme fabricant de machines à tricoter mais le succès n'est que temporaire. Christian Schmidt et Heinrich Stoll fondèrent leur entreprise dans la ville de Riedlingen sur le Danube en 1873. La société a produit, également, des bicyclettes à partir de 1886. En 1880, les associés se séparent et Christian Schmidt transfère l'usine NSU à Neckarsulm, et dans cette ville est fondée la Neckarsulmer Strickmaschinen Union, qui signifie « Union  des machines à tricoter de Neckarsulm » : les initiales de ces trois mots donneront la marque NSU, qui resta en activité jusqu’en 1977.

## Première période

Logo NSU entre 1926 et 1930.

Dès 1886, NSU réoriente son activité vers la fabrication de bicyclettes, un produit très en vogue à l'époque.
Les premières motos et automobiles NSU sont construites au tout début du XXe siècle. La construction de voitures débute en 1905, avec le modèle Pipe, construit sous licence.
En juin 1914, Most remporte le Circuit du Maroc, disputé en plusieurs étapes.
À partir de 1922, NSU se tourne vers l'Italie pour acquérir les licences nécessaires à la poursuite de ses activités industrielles ; les voitures avec Fiat, qui seront badgées Fiat-NSU, et les motos avec Lambretta.
En 1925, NSU engage la construction d'une nouvelle usine à Heilbronn pour augmenter la production automobile de modèles Fiat.
En 1929, la firme connaît d'énormes difficultés financières et est contrainte de vendre à Fiat son département automobile, avec l'usine d'Heilbronn. NSU devient dès lors un fabricant de motocyclettes.

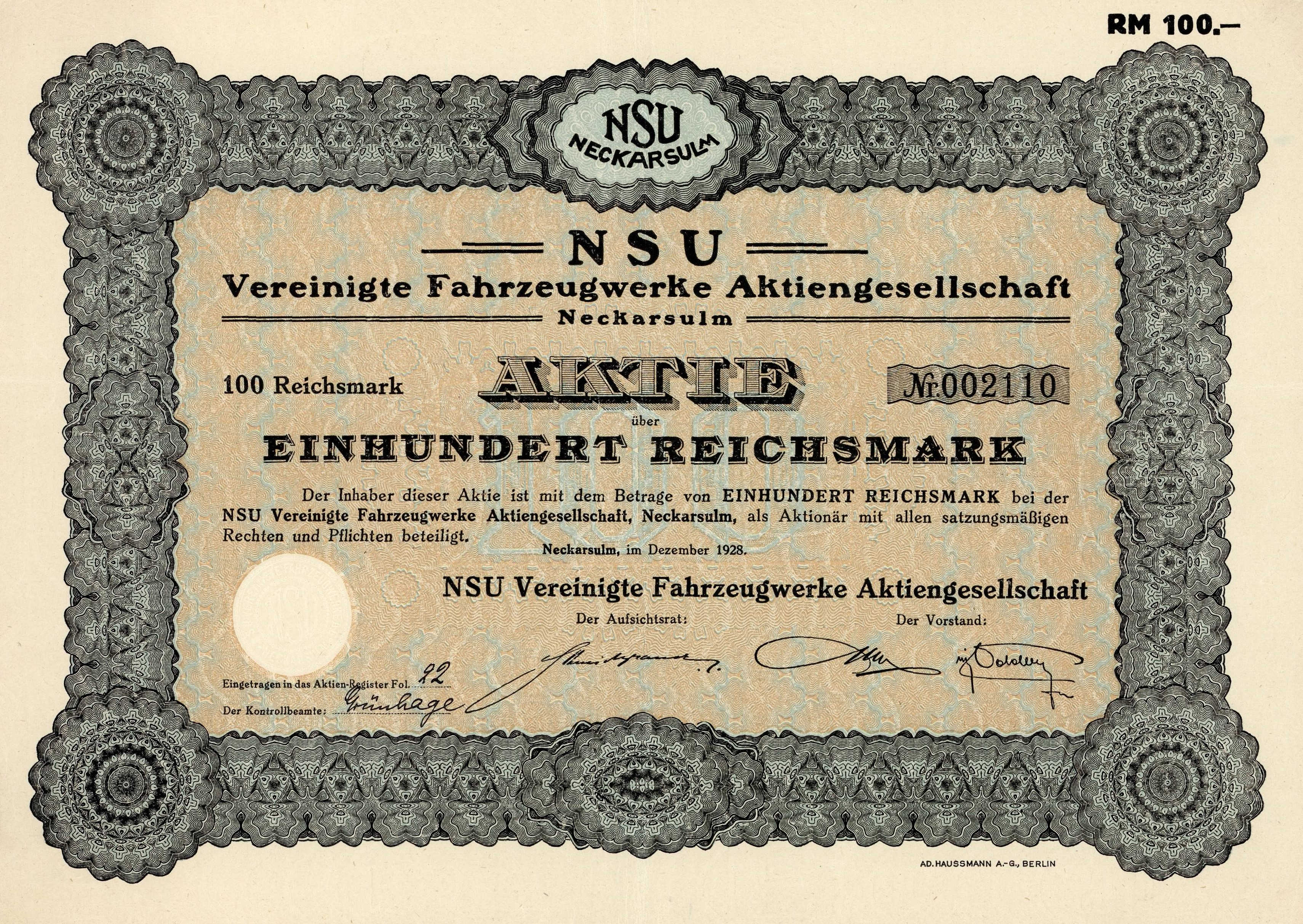
Action de la NSU Vereinigte Fahrzeugwerke AG en date du décembre 1928.
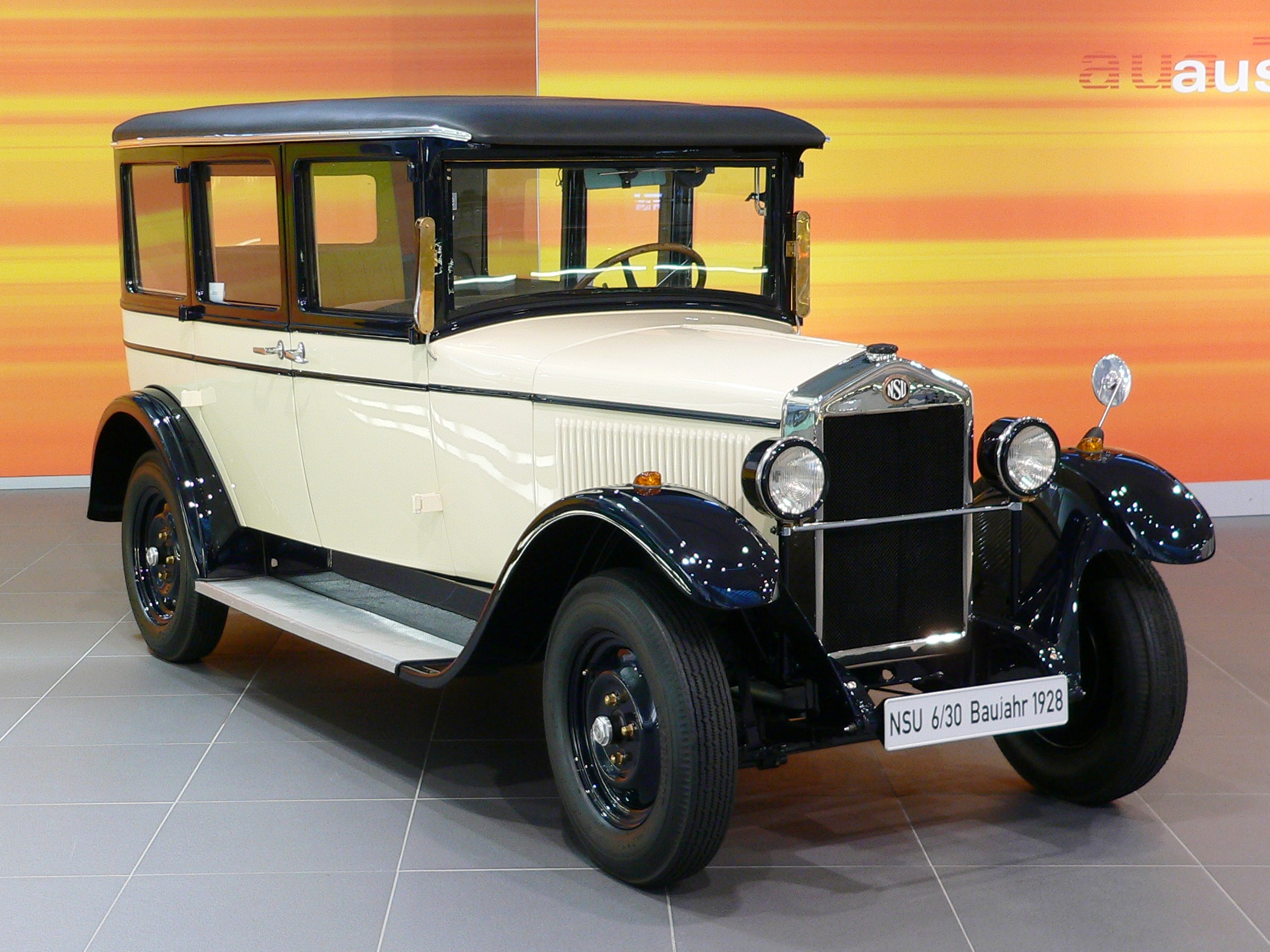
La NSU 6/30 PS.

## Seconde Guerre mondiale
- Le véhicule autochenille SdKfz 2 (Kettenkrad) a été conçu et construit par NSU Motorenwerke AG à Neckarsulm en Allemagne. Conçu et breveté en juin 1939, il fut utilisé pour la première fois lors de l'invasion de l'Union soviétique en 1941 (Opération Barbarossa).
- Plus tard dans la guerre, le constructeur Stoewer de Szczecin produisit aussi des Kettenkrads sous licence, intervenant pour environ 10 % de la production totale. Les statistiques données par le site officiel NSU sont :
  - NSU : 7 571 ;
  - Stoewer : environ 1 300 ;
  - soit au total : 8 871.

## Deuxième période

### Fabrication de motos
Dans les années 1950, NSU est le fabricant de motos le plus important au monde. Ses modèles sont détenteurs de records de vitesse dans toutes les cylindrées, de 50  à   500 cm3 Louis Meznarie se lance dans le motocross avec une NSU Max 250 cm3 OSL monocylindre. En août 1956, Wilhelm Herz est le premier homme à dépasser les 200 miles par heure (322 km/h) sur une moto NSU Max Standard. Mike Hailwood court en 1958 sur Ducati, NSU, MV Agusta, Norton, Triumph, Paton ; en 1958, il est 4e du championnat du monde 250 cm3 (NSU). John Surtees aborde la saison 1955. Cette année-là, il signe ses premiers podiums sur une Norton en 350 cm3 en Allemagne et à Ulster dont il remporte également la manche en 250 cm3 tout en signant le meilleur tour en course pour sa seule apparition au guidon d'une NSU. John Surtees reste le seul pilote champion du monde moto et de Formule 1.
Au lendemain de la Seconde Guerre mondiale, NSU fabrique un véhicule minimaliste, destiné à la motorisation de base c'est le cyclomoteur Quickly, qui connaît en Allemagne un succès comparable à la Mobylette ou au VéloSoleX.
Assez rapidement, avec le retour progressif à la prospérité, NSU remonte en gamme et produit des motos performantes et solides, de cylindrée moyenne (les Fox pour la catégorie 125 cm3 et les Max pour la cylindrée 250 cm3).
La Sportmax comporte une solution noble, la distribution à simple arbre à cames en tête (ACT) qui est entraîné par un système inhabituel (dit Supermax) : deux bielles légères décalées d'un quart de tour dans un boîtier indépendant placé le long de l'ensemble cylindre-culasse. Le moteur peut ainsi fonctionner à hauts régimes, délivrant ainsi plus de puissance.
Pour le modèle compétition usine (Renn-max), piloté le plus souvent par l'as Werner Haas, c'est toutefois la solution plus conventionnelle de l'entraînement des deux ACT par arbre vertical et pignons coniques (comme sur la Norton Manx) qui est retenue.
La firme NSU se distingue aussi par son effort publicitaire, que ce soit avec les succès en Grand Prix ou à travers des campagnes de presse aux annonces, toujours teintées d'un humour un brin acide : une publicité en vers de mirliton ironise par exemple sur un général dont la solde a été raccourcie… et qui, obéissant, se plie à l'austérité de l'après guerre en roulant à cyclomoteur Quickly.
Avec la défaveur progressive de la moto en tant que transport quotidien qui marque la décennie 1960 (le grand retour se fera avec l'arrivée des motos du Japon), NSU ferme son département compétition et se tourne de plus en plus vers l'automobile, souvent en adaptant des Fiat pour le marché allemand.

Motos NSU
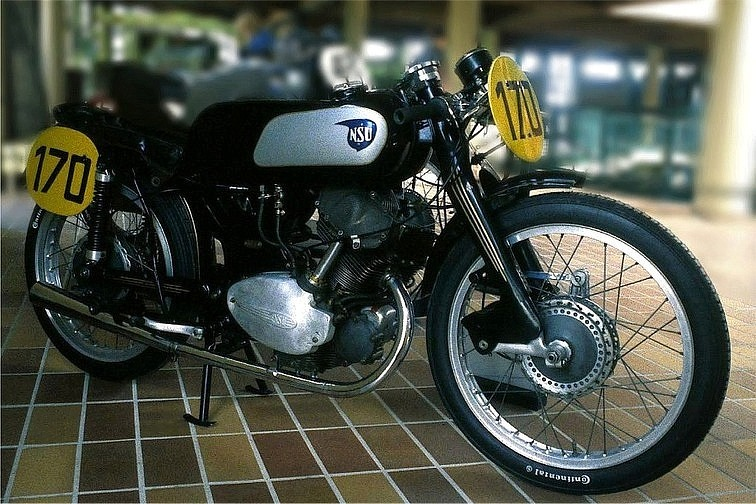
NSU Rennfox (1952).
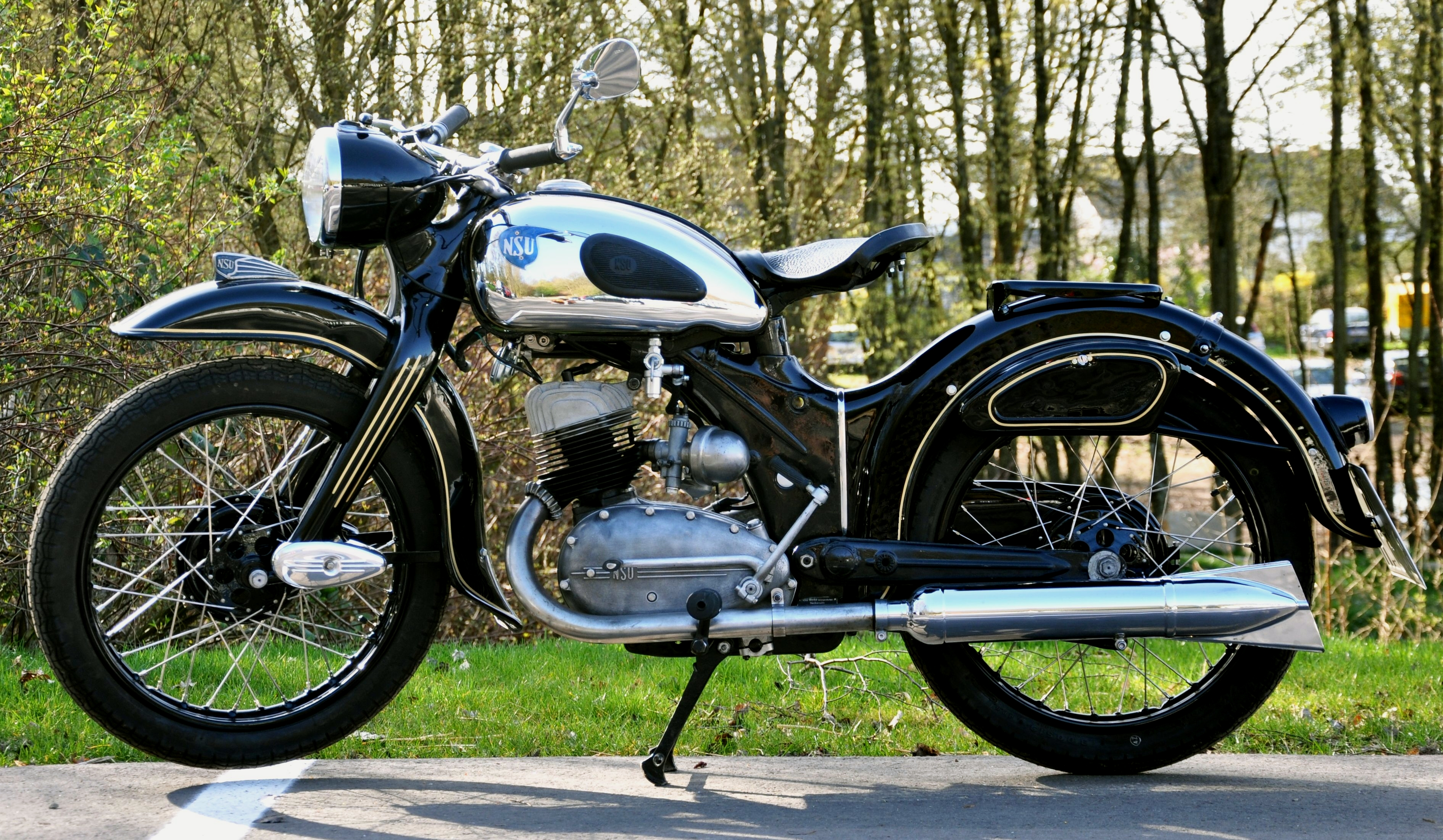
NSU Lux (1952).
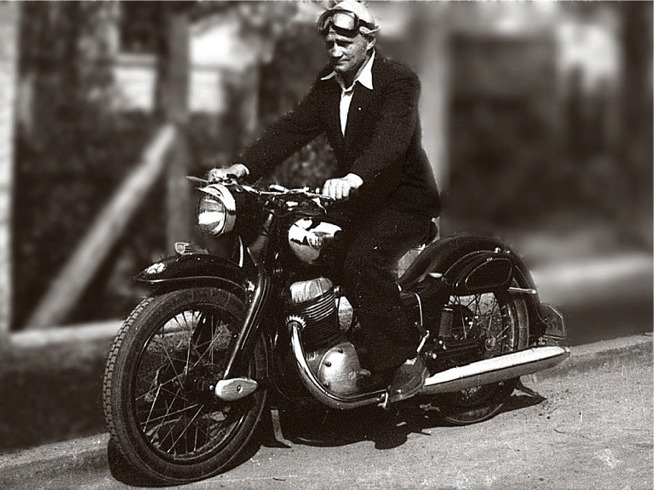
NSU Max (1955).
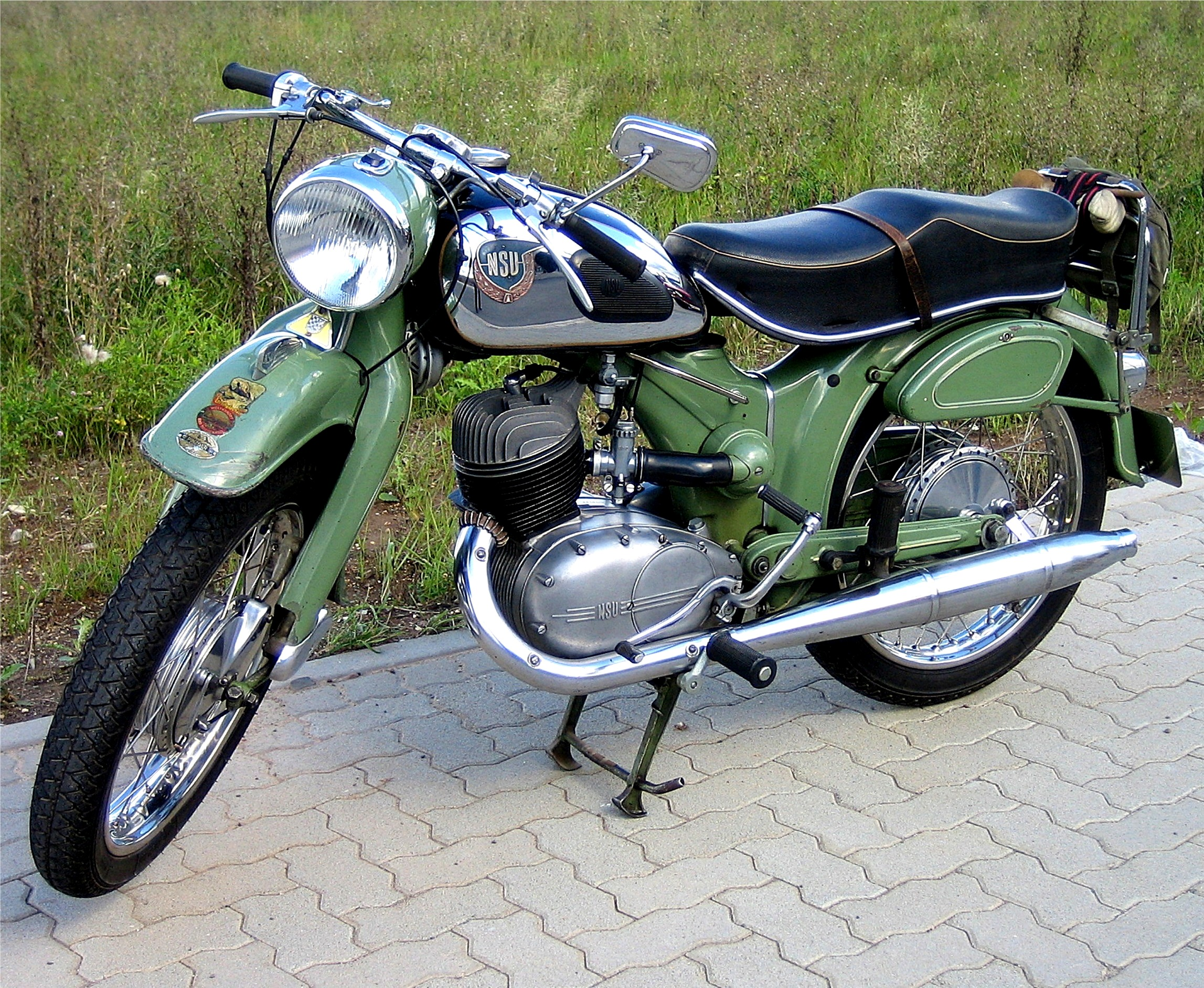
NSU Superlux (1955).
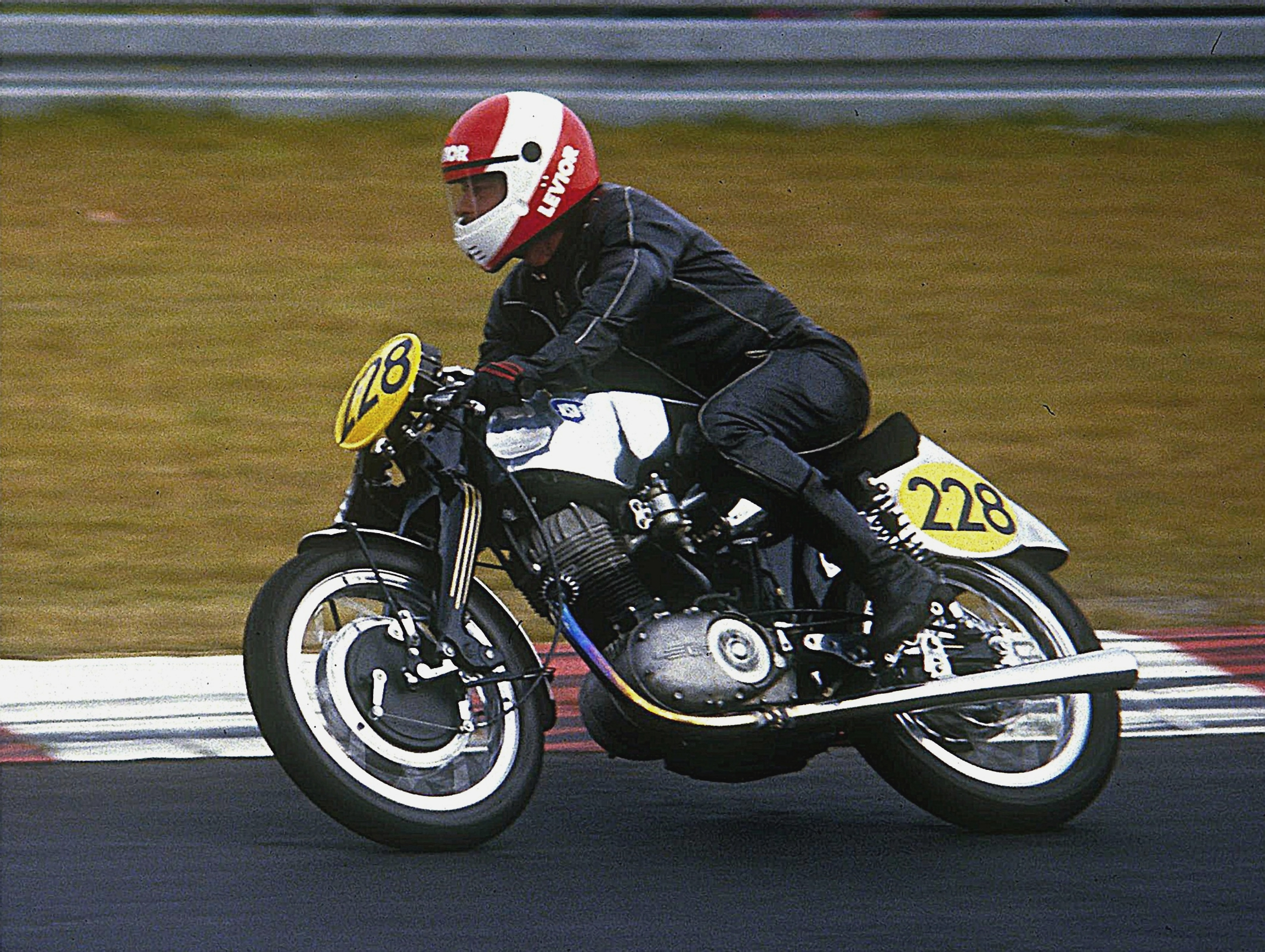
NSU Sportmax (1956).

### Fabrication de voitures

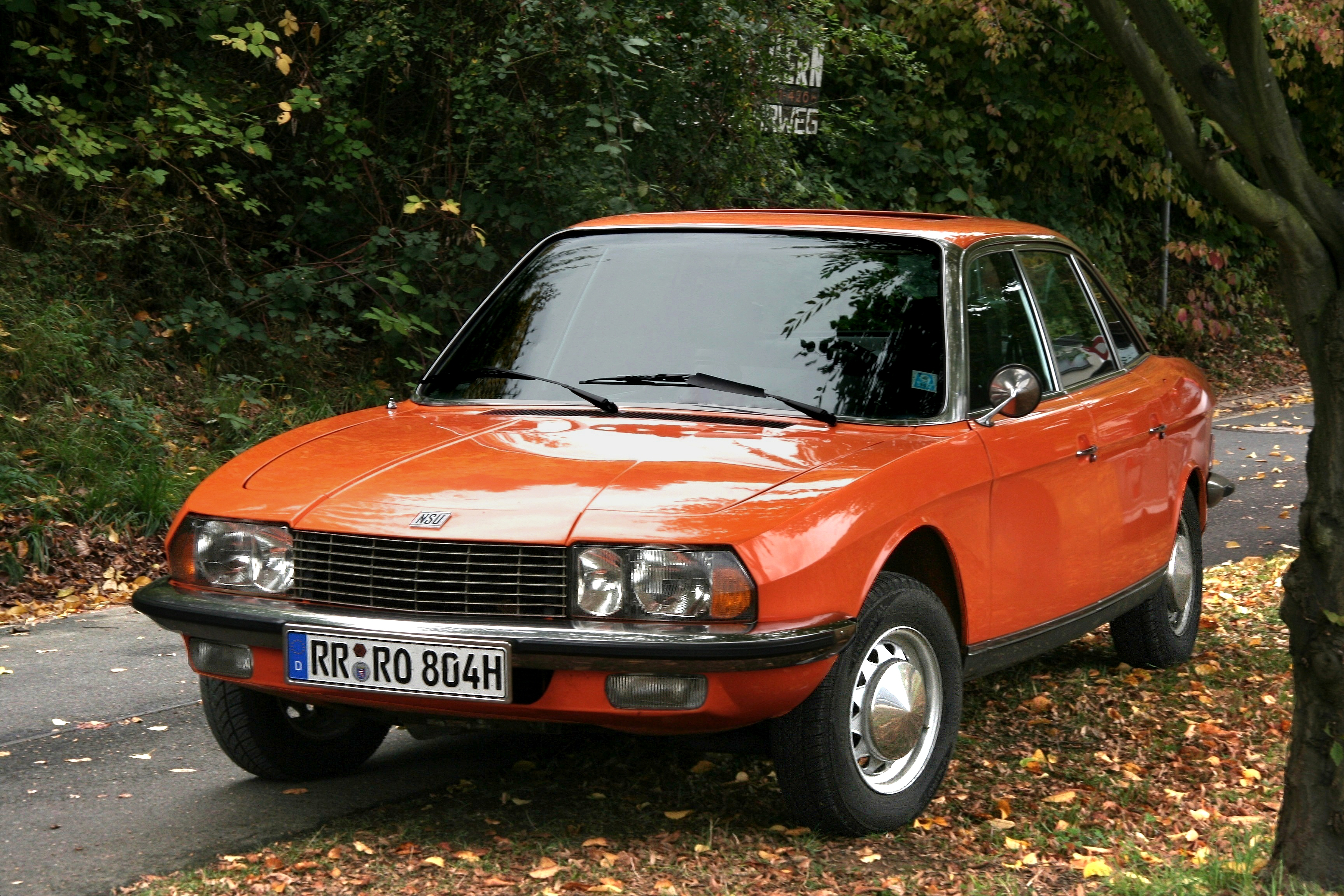
La NSU Ro 80 élue voiture de l'année 1968.

En 1957, NSU tente de reprendre la fabrication de voitures, notamment après la mise au point avec Ferdinand Porsche, durant les années 1933-1934, du prototype d'une voiture à moteur arrière refroidi par air, la Type 32, dont le projet restera sans suite. NSU négocie alors avec Fiat le rachat du nom NSU, ce qui aura pour conséquence de transformer Fiat-NSU en Fiat Neckar.

#### Le moteur Wankel à piston rotatif

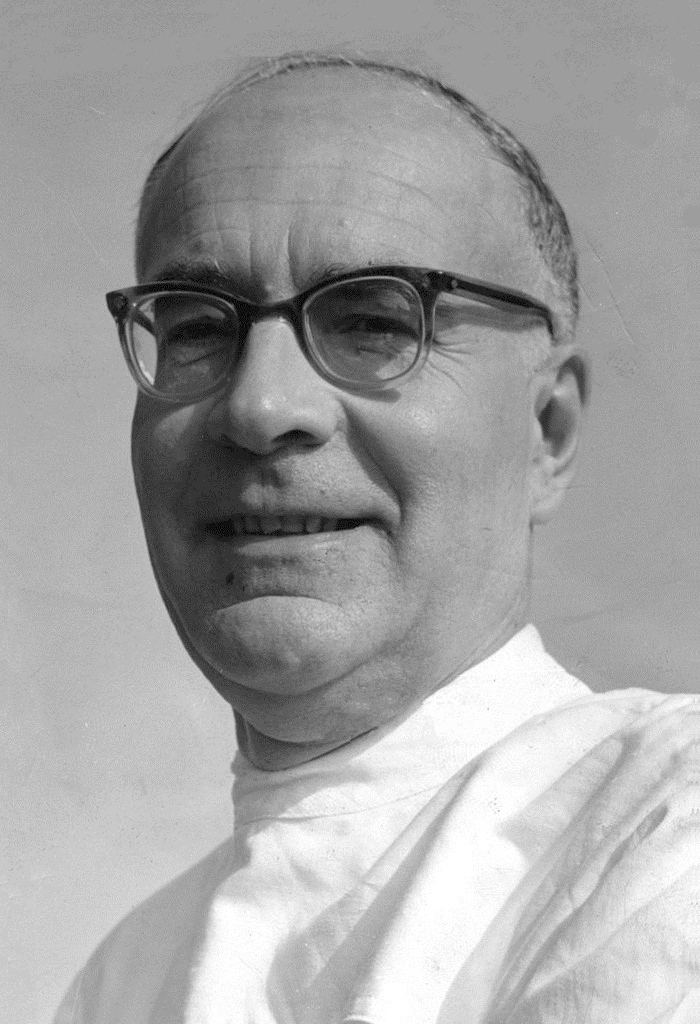
Felix Wankel inventeur allemand autodidacte qui a industrialisé le moteur à piston rotatif.
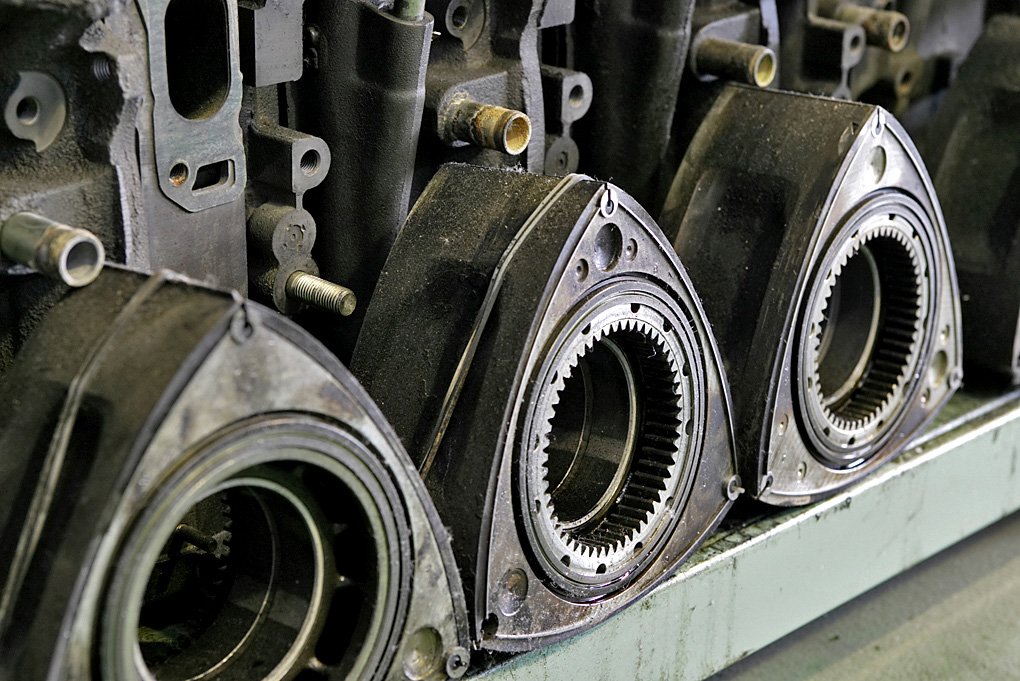
Les pistons du Moteur Wankel ne sont pas cylindriques.
Animation du fonctionnement quatre temps du Moteur Wankel.
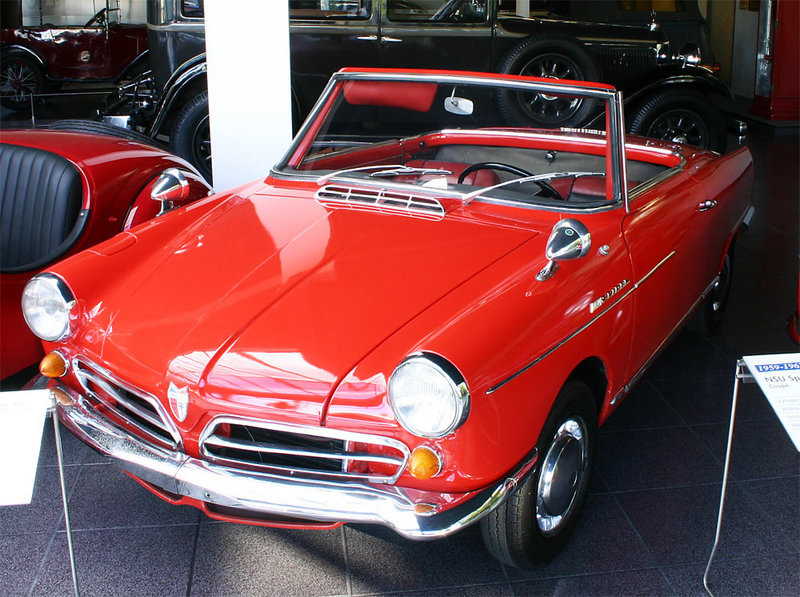
La NSU Spider, première automobile équipée d'un Moteur Wankel.

À partir de 1958, des voitures NSU sont construites à nouveau et le développement du moteur Wankel débouche sur la production de la Spider en 1964. Les modèles les plus connus sont les NSU TT et TTs (à vocation sportive) et les Prinz (à deux ou quatre cylindres, appelées plus tard « 1000 »).
Curieusement, en 1966, alors que NSU a quasiment abandonné la fabrication de motos, le moteur NSU de la petite voiture sportive 1200 TS, dont la technique est assez motocycliste (tout aluminium, refroidissement par air et distribution par ACT, avec un rendement spécifique élevé) est utilisé par un petit industriel, Friedel Münch, pour produire une grosse moto de prestige (ou « supermoto »), la Münch Mammuth.

Automobiles NSU
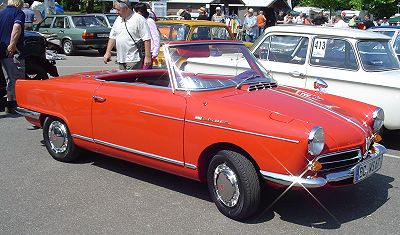
Spider NSU.
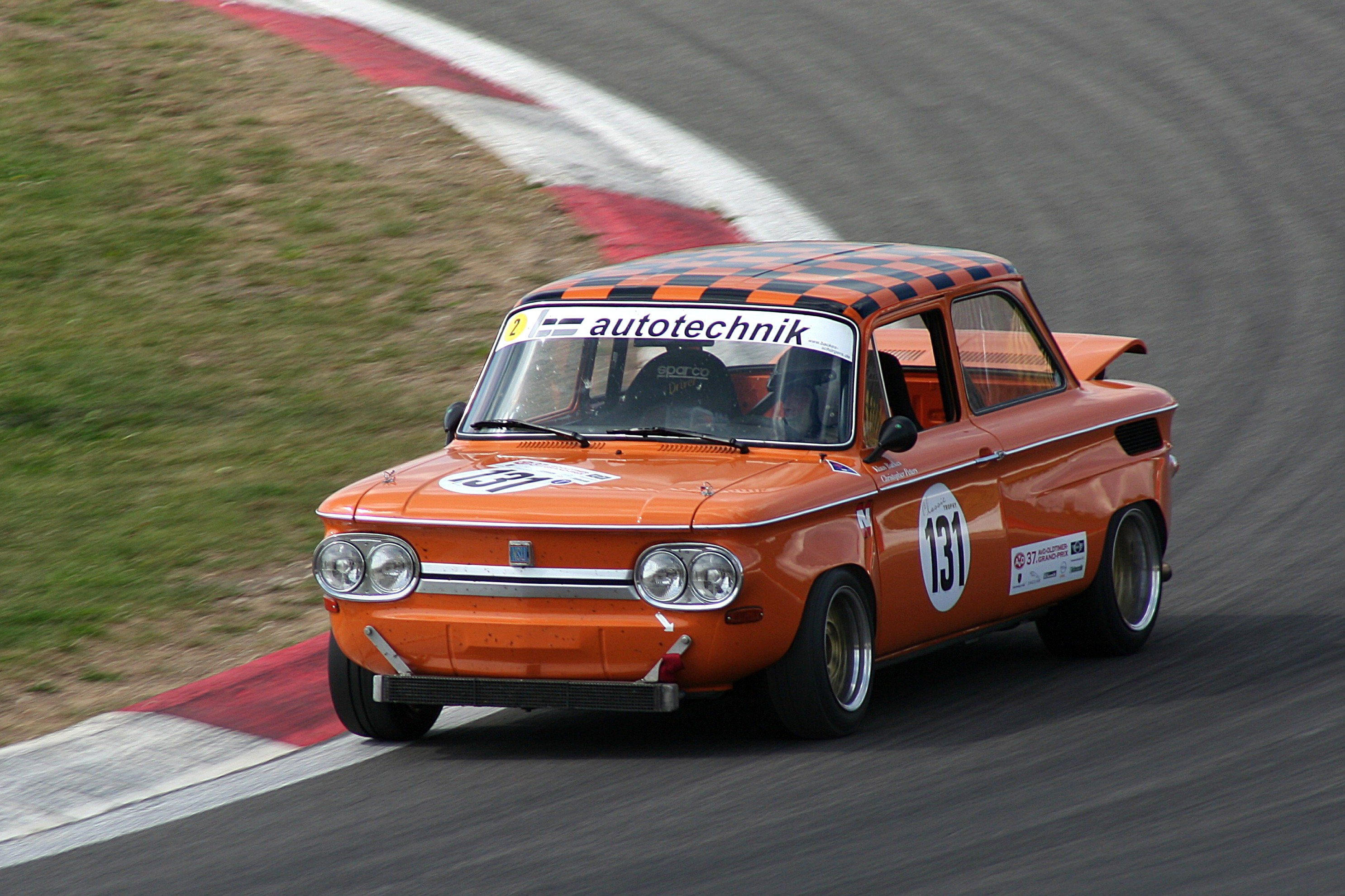
NSU TT de 1970.
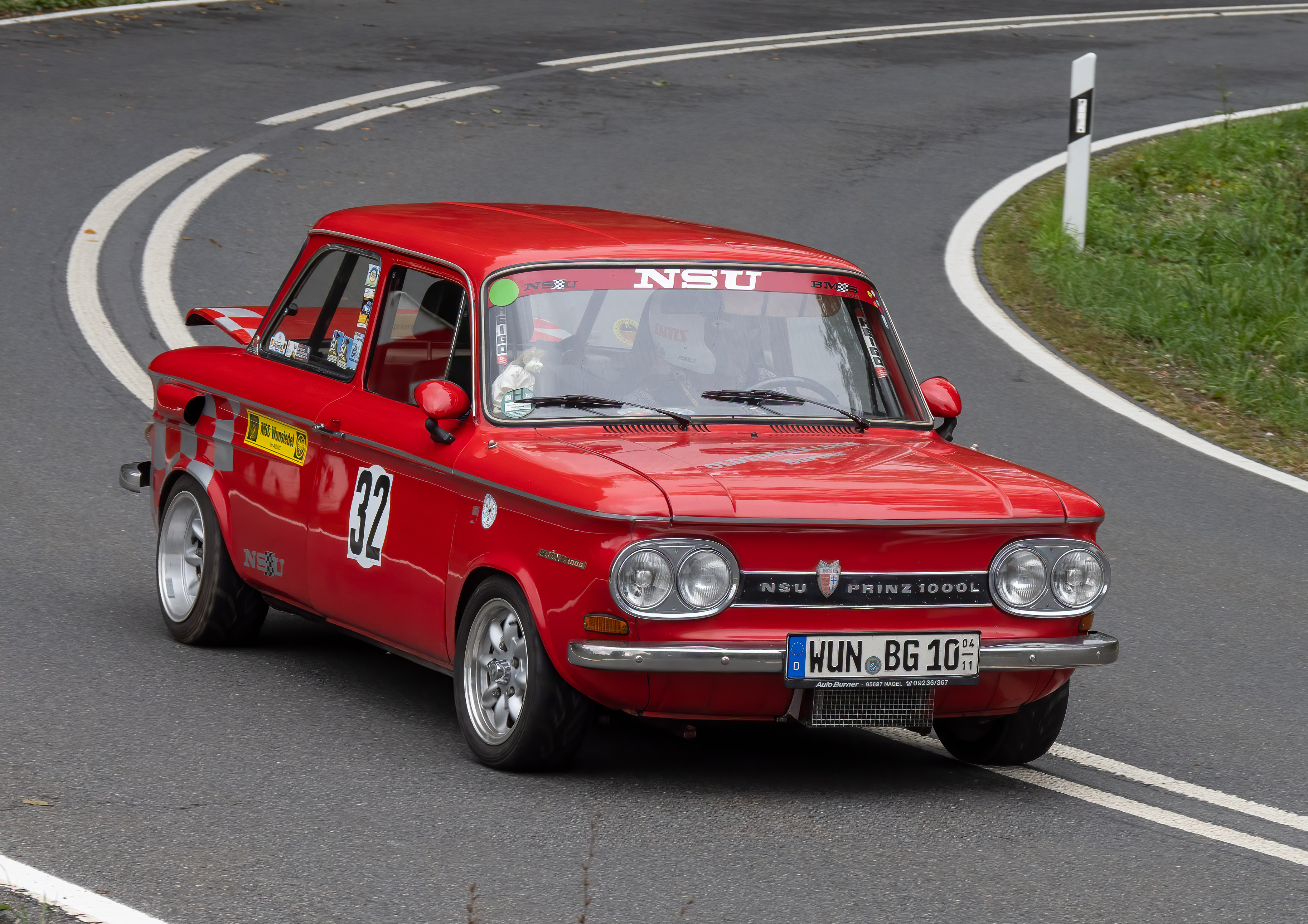
NSU 1000L.

## Fusion avec Auto Union
Après l'acquisition de l'entreprise par Volkswagen, le 10 mars 1969, NSU et Auto Union AG fusionnent et créent Audi NSU Auto Union AG.
Le 1er janvier 1985, Audi NSU Auto Union AG est renommé Audi AG et l'entreprise déménage son siège social à Ingolstadt.

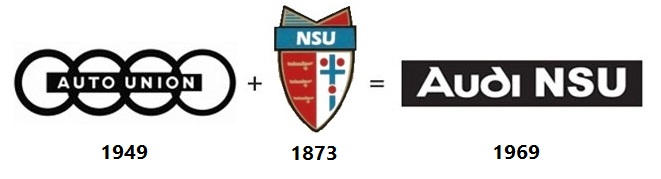
Logo d'Audi NSU Auto Union AG de 1969 à 1978.
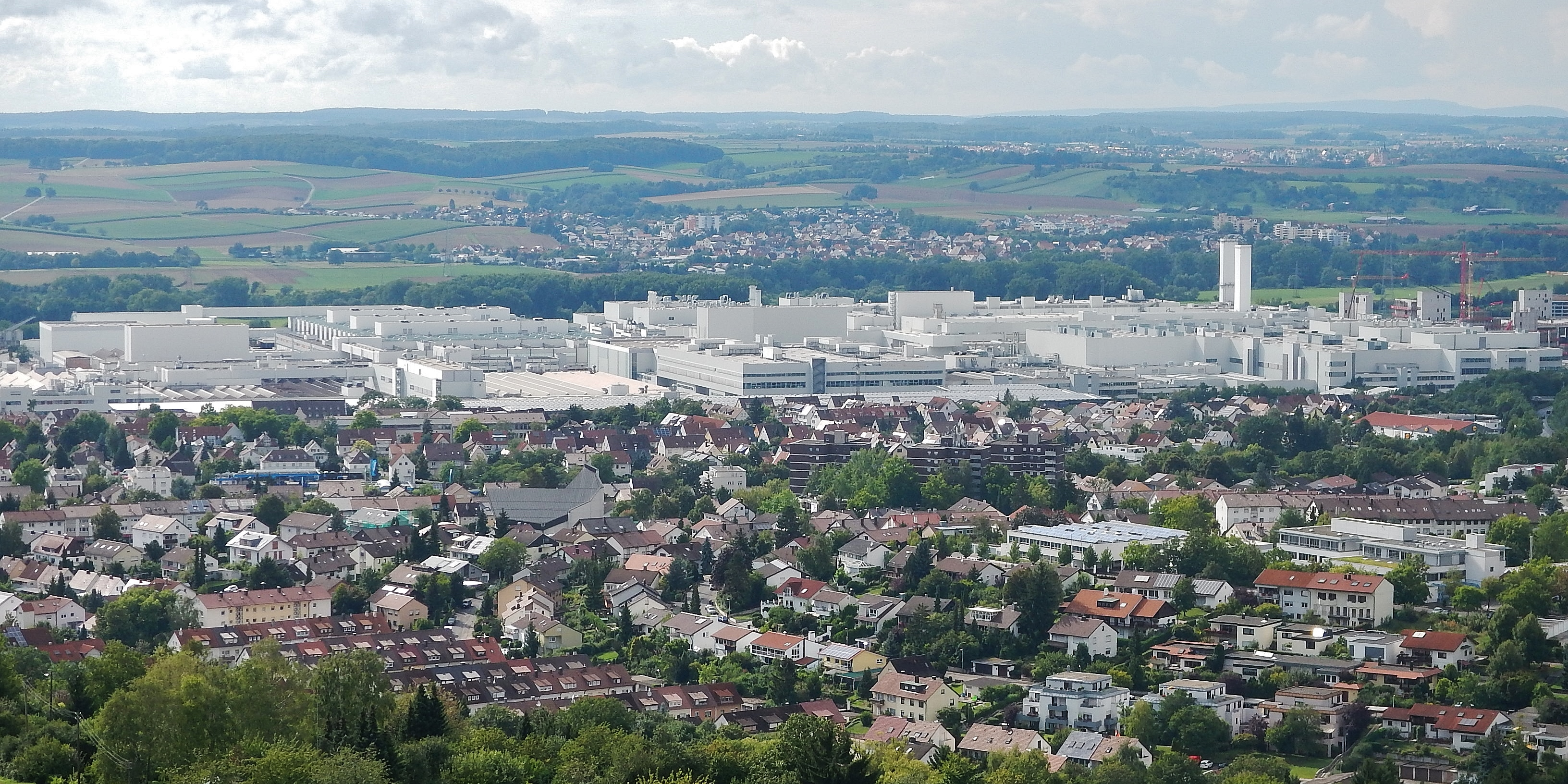
L'usine de Neckarsulm où se trouvait le siège social d'Audi NSU Auto Union AG jusqu'en 1985.
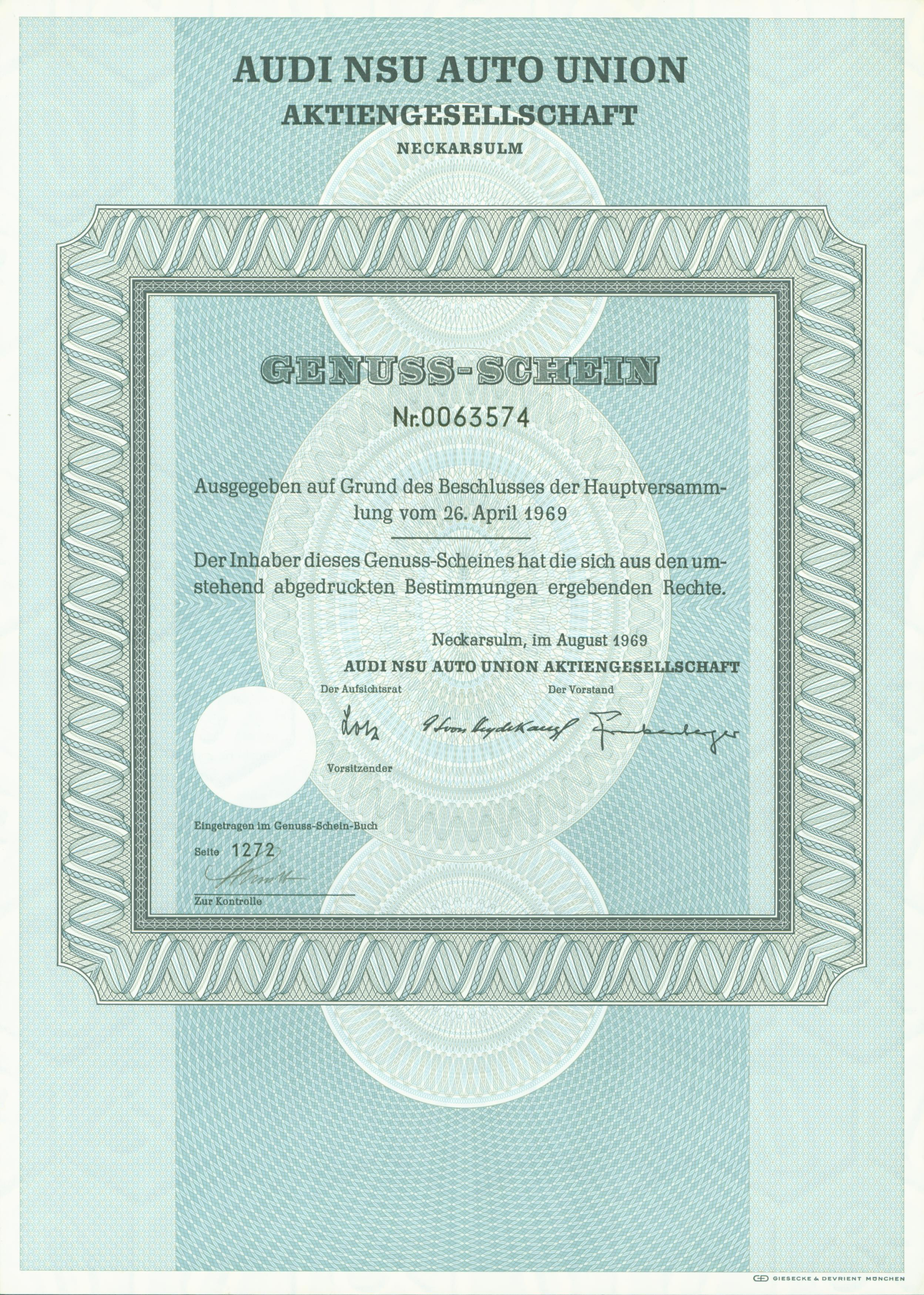
Action de jouissance d'Audi NSU Auto Union AG en date d'août 1969.